# Гомельский историко-краеведческий музей
Гоме́льский исто́рико-краеве́дческий музе́й (бел. Гомельскі гісторыка-краязнаўчы музей) — историко-краеведческий музей в агрогородке Поколюбичи Гомельского района Гомельской области Республики Беларусь, считается «визитной карточкой» Гомельского района.
Полное название — государственное учреждение «Гомельский историко-краеведческий музей» (бел. дзяржаўная ўстанова «Гомельскі гісторыка-краязнаўчы музей»). Располагается по адресу: улица Александровка, 3.

## История
5 мая 1977 года был открыт Музей боевой и трудовой славы в Поколюбичах. До 1982 года он располагался в одном из помещений сельского дома культуры, после под него было передано отдельное здание.
18 декабря 2012 года музей был реорганизован в Гомельский историко-краеведческий музей и получил статус государственного учреждения.
В 2017 году была открыта площадка военной и сельскохозяйственной техники, на которой можно увидеть военную и сельскохозяйственную технику прошлых лет, в том числе, основной боевой танк Т-80, противотанковое орудие, подвижный пункт управления подразделений противовоздушной обороны ПУ-12, боевую машину десанта, санитарный фургон, автомобиль ГАЗ-51А.

## Залы
Здание музея состоит из трёх залов.
Первый зал посвящён этнографии Гомельского района. Постоянная выставка, расположенная в нём, охватывает период с конца XIX века до 1960-х годов. В зале воссоздано традиционное белорусское жилище, в котором расположены предметы быта и хозяйственный инвентарь.
Второй зал, самый большой по размеру, посвящён Великой Отечественной войне. В зале находятся фотографии и документы военного времени, а также многочисленное вооружение, как Рабоче-крестьянской Красной Армии, так и Вермахта.
Третий зал оставлен для проведения сменных выставок, экспонаты которых взяты из фондов самого музея, музеев Белоруссии и частных коллекций.

## Музейный фонд
Музейный фонд состоит из четырёх отделов:
- «История сельскохозяйственных предприятий Гомельского района»
- «Археология»
- «Великая Отечественная война»
- «Этнография»